# Ягельский, Мечислав
Мечислав Зигмунт Ягельский (пол. Mieczysław Zygmunt Jagielski; 12 января 1924, Коломыя — 27 февраля 1997, Варшава) — польский коммунистический политик и экономист, член политбюро ЦК ПОРП в 1971—1981, вице-премьер ПНР в 1970—1981. Курировал сельскохозяйственную, затем общеэкономическую политику ПОРП. 31 августа 1980 подписал со стороны правительства Гданьское соглашение с Межзаводским забастовочным комитетом, означавшие легализацию первого с конца 1940-х независимого профсоюза Восточной Европы. Считался представителем умеренно-компромиссной линии, старался избежать конфронтации с движением «Солидарность».

## Партийно-государственная карьера
Родился в семье крестьянина-единоличника, работал в семейном хозяйстве. В 1944 вступил в коммунистическую ППР, с 1948 — член ПОРП. Окончил Варшавскую школу экономики и Высшую школу общественных наук при ЦК ПОРП. Первоначально специализировался на партийном управлении сельским хозяйством.
В 1946—1949 Мечислав Ягельский состоял в руководстве прокоммунистической крестьянской ассоциации, в 1950—1953 — в Центральном совете государственных сельскохозяйственных предприятий. В 1953—1956 — начальник сельскохозяйственного отдела ЦК ПОРП. Ягельский был проводником политики огосударствления сельского хозяйства, провал которой был фактически признан осенью 1956, при возвращении к власти Владислава Гомулки. Большинство госхозов и принудительных кооперативов распались, Польша вернулась к частному крестьянскому хозяйствованию.
В 1957—1959 Мечислав Ягельский — заместитель министра сельского хозяйства, в 1959—1970 — министр сельского хозяйства ПНР. С 1959 — член ЦК ПОРП. В 1970 назначен заместителем председателя Совета министров ПНР. Депутат сейма ПНР в 1957—1985.
Наибольший карьерный подъём Мечислава Ягельского пришёлся на период правления Эдварда Герека. В 1971 Ягельский был введён в состав политбюро ЦК ПОРП. Одновременно он возглавил Плановую комиссию при Совете министров (аналог Госплана СССР) и занимал этот пост до 1975. Оставил эту должность из-за сердечного приступа. Он также представлял ПНР в СЭВ. В первой половине 1970-х Ягельский рассматривался как один из руководителей экономической политики ПОРП.

## Гданьские переговоры августа 1980
С 1 июля 1980 правительство ПНР осуществило повышение цен на продовольствие. Это привело к повсеместной вспышке рабочих волнений. Наибольший масштаб июльские протесты приняли в Люблине. Ягельский был направлен в Люблин во главе полномочной комиссии для урегулирования ситуации. Однако его действия способствовали лишь временному затишью.
В августе 1980 волна забастовок охватила всю страну. Центр забастовочного движения сложился в Труймясто, в Гданьске был сформирован Межзаводской забастовочный комитет. Первоначально на место событий был направлен член политбюро вице-премьер Тадеуш Пыка. Он попытался занять жёсткую позицию, объявлял забастовку незаконной, фактически угрожал силовым подавлением. Это резко обострило и без того крайне напряжённую ситуацию. Пыка был немедленно отозван и вскоре снят со всех постов. Вместо него правительственную делегацию на переговорах с забастовщиками возглавил Мечислав Ягельский.
Ягельский прибыл в Гданьск 21 августа. Вначале он попытался в несколько смягчённой форме продолжить линию Пыки. Два дня вице-премьер затягивал само начало переговоров. Однако убедившись в размахе движения, 23 августа перешёл от угроз к манёврам.

Он искренне презирал эту массу людей. Он испытывал перед ними страх и в то же время отвращение. Представьте себе, как унизительно было для него приехать сюда из Варшавы и сесть за один стол с рабочими… Люди окружили автобус, стучали по стеклу, кричали. А те, бледные, дрожали от страха.

Клеменс Гнех, директор Гданьской судоверфи в 1980

Первоначально Ягельский старался обойти 21 требование Межзаводского забастовочного комитета. Он возражал против создания независимых профсоюзов, ссылаясь на то, что в ПНР «уже существуют 23 профобъединения». Однако уже 26 августа Ягельский обещал бастующим законодательно утвердить право на забастовку. Результатом переговоров стало подписанное 31 августа 1980 Гданьское соглашение, легализовавшее Солидарность — первый с конца 1940-х независимый профсоюз Восточной Европы.
Позиция, занятая Ягельским на переговорах в Гданьске, отразила перемены, происшедшие в Польше за десятилетие. О военном подавлении рабочих протестов, как в в декабре 1970 под руководством Зенона Клишко, уже не было речи (при этом в 1970 решение вопроса было поручено идеологу Клишко, а в 1980 — экономисту Ягельскому).
Ягельский вспоминал, что перенёс в те дни острую сердечную аритмию. Он признавал, что был окружён всеобщей враждебностью рабочих. Фотография, сделанная после подписания Гданьских соглашений, запечатлела с трудом сдерживаемую тревогу Ягельского на фоне победной улыбки Леха Валенсы.

## Кризис и отстранение
С осени 1980 до весны 1981 Мечислав Ягельский продолжал контакты с «Солидарностью». В январе 1981 правительство ПНР объявило режим экономии и взяло назад обещание выходных суббот. Это привело к вспышке забастовочной борьбы. Итогом трудных переговоров Ягельского с Валенсой стал компромисс: выходными объявлялись две субботы в месяц. «Солидарности» обещался также доступ к государственному телевидению. Однако плоды договорённостей были сведены на нет Быдгощской провокацией, вызвавшей общенациональную забастовку в 27 марта 1981.
В феврале 1981 Мечислав Ягельский был назначен председателем правительственного комитета по экономике. В апреле он провёл переговоры с президентом Франции Валери Жискар д’Эстеном, сумев получить от Парижа кредит в 800 миллионов долларов. Тогда же Ягельскому удалось договориться с вице-президентом США Джорджем Бушем-старшим (будущий президент) и госсекретарём Александром Хейгом о поставках Польше 50 тысяч тонн масла и сухого молока. Велись также переговоры о реструктуризации польского долга США.
Компромиссная позиция Ягельского вызывала резкое недовольство «партийного бетона» — секретаря ЦК по идеологии Ольшовского, члена политбюро Грабского, руководителя госбезопасности Стахуры, партийного куратора госбезопасности Милевского. В июне 1981 — преддверие IX съезда ПОРП, но котором из политбюро был выведен Грабский, но введён Милевский — Ягельский, ссылаясь на состояние здоровья, поставил вопрос о своём выходе из политбюро и Совмина. 31 июля 1981 Ягельский был снят с поста вице-премьера — формально из-за «неспособности подготовить программу выхода из экономического кризиса». Тогда же он был выведен из политбюро и ЦК.
Хотя до 1985 он оставался депутатом сейма, политическая деятельность Мечислава Ягельского фактически прекратилась. Руководство ПОРП склонялось к силовой конфронтации с «Солидарностью», и линия Ягельского не востребовалась в этом контексте.

## Кончина и оценки
В последние годы существования ПНР и первые годы Третьей Речи Посполитой Мечислав Ягельский вёл частную жизнь пенсионера. Скончался от сердечного приступа в возрасте 73 лет. Похоронен на кладбище Воинские Повонзки.
Лех Валенса отозвался о нём как о «человеке, который всегда прислушивался к аргументам, что отличало его от других польских политиков 1980 года». Мечислав Ягельский воспринимается в польском обществе несколько менее негативно, нежели другие руководители ПОРП и ПНР. Однако особенности его политики были обусловлены не принципиальными установками, а относительно адекватным пониманием соотношения сил, полученным на Гданьской судоверфи в августе 1980. Лейтмотивом его политики считается произнесённая тогда фраза: Musimy wyrazić zgodę — «Мы должны согласиться».